# اورسته پولیتی
اورسته پولیتی (ایتالیایی: Oreste Puliti; ۱۸ فوریهٔ ۱۸۹۱ – ۵ فوریهٔ ۱۹۵۸) شمشیرباز اهل ایتالیا بود.
وی در مسابقات کشوری و بین‌المللی در مجموع برندهٔ ۴ مدال طلا، ۱ مدال نقره شده‌است.